# Lac à la Croix (Lac-Édouard)
Pour les articles homonymes, voir Lac-à-la-Croix.
Le Lac à la Croix est situé en Haute-Batiscanie, dans la municipalité du Lac-Édouard, dans l'Agglomération de La Tuque, dans la région administrative de la Mauricie, dans la province de Québec, Canada. Situé à environ 10 km (par l'eau) de la tête de la rivière Batiscan (Lac-Édouard), le "lac à la Croix" constitue un segment du parcours de la rivière Batiscan, près du Club Triton. Ce secteur sauvage s'est développé sur les plans forestier et touristique grâce à l'arrivée du chemin de fer du Canadien National (subdivision Lac-Saint-Jean) reliant Hervey-Jonction à Chambord (Lac Saint-Jean), en passant par le Lac-Édouard, vers la fin du XIXe siècle.

## Toponymie
Le toponyme « Lac à la Croix » a été officialisé le 5 décembre 1968 à la Banque des noms de lieux de la Commission de toponymie du Québec. Le toponyme du lac s'harmonise avec la toponymie du secteur à l'est du lac à la Croix qui est teinté de chrétienté avec le lac de la Charité qui se jette dans la rivière Batiscan, et ses tributaires en amont : Petit Charité 1, Petit Charité 2, Lac l'Espérance et lac Petit Espérance. Tandis que le lac la Foi (voisin du côté Est) se déverse vers l'Est dans le lac des Trois Caribous. Ces divers lacs sont reliés entre eux par des sentiers pédestres de la Seigneurie de Triton. Les cartes de la région affiche encore le tracé d'anciens sentiers reliant les lacs. L'aménagement des sentiers inter-lacs et la toponymie s'apparentent bien à un secteur de pèlerinage qui jadis étaient populaires.
Par ailleurs, une cinquantaine de kilomètres (par l'eau) séparent l'embouchure du lac à la Croix et l'Île à la Croix (située en aval au milieu de la rivière Batiscan).
En juin 2013, la Banque des noms de lieux de la Commission de toponymie du Québec comporte 60 homonymes reliés à « Lac à la Croix » : 29 toponymes Lac à la Croix, 12 Lac en Croix, 10 Lac de la Croix, 3 Lac la Croix, 5 Petit Lac à la Croix (incluant quelques variantes d'écriture) et un Lac La Croix. En sus, plusieurs autres variantes complexifient la toponymie québécoise et canadienne : Pointe à la Croix, Rose-Croix, Sainte-Croix, Anse-à-la-Croix, Chemin de la Croix, Ile-de-la-Croix, Montagne-de-la-Croix, Pointe-de-la-Croix, Rivière de la Croix et rue de la Croix.